# 서부주 (르완다)

서부 주의 위치

서부주(르완다어: Intara y'Iburengerazuba, 프랑스어: Province de l'Ouest, 영어: Western Province)는 르완다 서부에 위치한 주로, 주도는 키부예이며 면적은 5,882km2, 인구는 2,008,319명(2009년 기준)이다.
2006년 1월 1일에 실시된 행정 구역 개편에 따라 치앙구구 주와 기세니 주, 키부예 주 전체와 루헹게리 주의 일부를 합병하여 신설되었으며 콩고 민주 공화국, 부룬디와 국경을 맞대고 있다. 7개 구를 관할한다.